# Seeiso de Lesoto
El príncipe Seeiso Bereng Seeiso jefe de Matsieng (Morija, Lesoto, 16 de abril de 1966) es el segundo hijo de los reyes Moshoeshoe II y Mamohato de Lesoto, y hermano del actual Letsie III.

## Biografía
Nació el 16 de abril de 1966 como el segundogénito del rey Moshoeshoe II y de la reina Mamohato. Trabajó como alto comisionado de Lesoto en el Reino Unido durante seis años y actualmente se desempeña como senador.
Obtuvo una Beca Chevening, y realizó una Maestría en Estudios Internacionales por la Universidad de Birmingham en 1996.
En abril de 2006, formó junto al príncipe Enrique de Sussex la organización de caridad Sentebale (en español, «no me olvides»), dedicada al trabajo con los niños y jóvenes lesotenses en situaciones de dificultad, particularmente a huérfanos debido a la pandemia de VIH/sida, discapacitados, traumatizados y abusados. El príncipe dijo: 

Mi padre era muy consciente de que mi hermano y yo debíamos experimentar la vida en Lesoto como lo hacían nuestros compatriotas [...] no quería que pensásemos que éramos distintos a esos chicos.

 A su vez, dijo que Enrique y él habían fundado Sentebale «en memoria de sus madres». El príncipe Seeiso y su esposa, la princesa 'Mabereng, fueron los dos únicos miembros de la realeza mundial que asistieron al enlace de los Duques de Sussex.

## Matrimonio y descendencia
Está casado desde el 15 de diciembre de 2003 con la princesa 'Mabereng Seeiso de Lesoto (nacida 'Machaka Makara), con quien tiene dos hijos y una hija:
- Príncipe Bereng Constantine Seeiso.
- Princesa Masentle Tabitha Seeiso.
- Príncipe Masupha David Seeiso.[9]

## Patronazgos
- Sentebale [Niños Vulnerables de Lesoto].[10]

## Distinciones honoríficas

### Distinciones honoríficas extranjeras
- Caballero Gran Cruz de Justicia de la Sagrada Orden Militar Constantiniana de San Jorge (08/10/2013).[11]

## Ancestros
|  |                                                      |  |  |  |  |  |  |  |  |  |  |  |  |  |  |  |
|  | 16. Letsie II, Jefe Supremo de Basutolandia          |  |  |  |  |  |  |  |  |  |  |  |  |  |  |  |
|  |                                                      |  |  |  |  |  |  |  |  |  |  |  |  |  |  |  |
|  |                                                      |  |  |  |  |  |  |  |  |  |  |  |  |  |  |  |
|  | 8. Nathaniel Lerotholi, Jefe Supremo de Basutolandia |  |  |  |  |  |  |  |  |  |  |  |  |  |  |  |
|  |                                                      |  |  |  |  |  |  |  |  |  |  |  |  |  |  |  |
|  |                                                      |  |  |  |  |  |  |  |  |  |  |  |  |  |  |  |
|  | 17. Maneella 'Maletsabisa                            |  |  |  |  |  |  |  |  |  |  |  |  |  |  |  |
|  |                                                      |  |  |  |  |  |  |  |  |  |  |  |  |  |  |  |
|  |                                                      |  |  |  |  |  |  |  |  |  |  |  |  |  |  |  |
|  | 4. Simon Seeiso, Jefe Supremo de Basutolandia        |  |  |  |  |  |  |  |  |  |  |  |  |  |  |  |
|  |                                                      |  |  |  |  |  |  |  |  |  |  |  |  |  |  |  |
|  |                                                      |  |  |  |  |  |  |  |  |  |  |  |  |  |  |  |
|  | 18. Nkuebe Letsie, Jefe                              |  |  |  |  |  |  |  |  |  |  |  |  |  |  |  |
|  |                                                      |  |  |  |  |  |  |  |  |  |  |  |  |  |  |  |
|  |                                                      |  |  |  |  |  |  |  |  |  |  |  |  |  |  |  |
|  | 9. Sebueng                                           |  |  |  |  |  |  |  |  |  |  |  |  |  |  |  |
|  |                                                      |  |  |  |  |  |  |  |  |  |  |  |  |  |  |  |
|  |                                                      |  |  |  |  |  |  |  |  |  |  |  |  |  |  |  |
|  | 2. Rey Moshoeshoe II de Lesoto                       |  |  |  |  |  |  |  |  |  |  |  |  |  |  |  |
|  |                                                      |  |  |  |  |  |  |  |  |  |  |  |  |  |  |  |
|  |                                                      |  |  |  |  |  |  |  |  |  |  |  |  |  |  |  |
|  | 5. 'Mabereng                                         |  |  |  |  |  |  |  |  |  |  |  |  |  |  |  |
|  |                                                      |  |  |  |  |  |  |  |  |  |  |  |  |  |  |  |
|  |                                                      |  |  |  |  |  |  |  |  |  |  |  |  |  |  |  |
|  | 1. Príncipe Seeiso de Lesoto                         |  |  |  |  |  |  |  |  |  |  |  |  |  |  |  |
|  |                                                      |  |  |  |  |  |  |  |  |  |  |  |  |  |  |  |
|  |                                                      |  |  |  |  |  |  |  |  |  |  |  |  |  |  |  |
|  | 24. Letsie I, Jefe Supremo de Basutolandia           |  |  |  |  |  |  |  |  |  |  |  |  |  |  |  |
|  |                                                      |  |  |  |  |  |  |  |  |  |  |  |  |  |  |  |
|  |                                                      |  |  |  |  |  |  |  |  |  |  |  |  |  |  |  |
|  | 12. Mojela Letsie, Jefe de Tsakholo                  |  |  |  |  |  |  |  |  |  |  |  |  |  |  |  |
|  |                                                      |  |  |  |  |  |  |  |  |  |  |  |  |  |  |  |
|  |                                                      |  |  |  |  |  |  |  |  |  |  |  |  |  |  |  |
|  | 6. Lerotholi Mojela, Jefe de Tsakholo                |  |  |  |  |  |  |  |  |  |  |  |  |  |  |  |
|  |                                                      |  |  |  |  |  |  |  |  |  |  |  |  |  |  |  |
|  |                                                      |  |  |  |  |  |  |  |  |  |  |  |  |  |  |  |
|  | 3. Princesa Tabitha 'Masentle Lerotholi Mojela       |  |  |  |  |  |  |  |  |  |  |  |  |  |  |  |
|  |                                                      |  |  |  |  |  |  |  |  |  |  |  |  |  |  |  |
|  |                                                      |  |  |  |  |  |  |  |  |  |  |  |  |  |  |  |